# 楚国公主 (宋神宗)
楚國公主（1060年代1067年或之后—1072年），為北宋第六代皇帝宋神宗的皇次女，母张淑妃。
生年不详，当在1067年或之后。熙寧三年（1070年）十二月封寶慶公主。五年（1072年）七月薨逝，追封吳國公主。宋徽宗即位后，于元符三年（1100年）三月，追封姐姐为楚國長公主。后改公主为帝姬，政和四年（1114年）十二月，改封賢恪長帝姬。